# Araneus nacional
Araneus nacional är en spindelart som beskrevs av Levi 1991. Araneus nacional ingår i släktet Araneus och familjen hjulspindlar. Inga underarter finns listade i Catalogue of Life.